# Gintautas Paluckas
Gintautas Paluckas, né le 19 août 1979 à Vilnius, est un homme d'État lituanien membre du Parti social-démocrate lituanien (LSDP). Il est Premier ministre du 12 décembre 2024 au 4 août 2025.
De 2017 à 2021, il est chef du Parti social-démocrate lituanien et de 2015 à 2019, il est vice-maire de la municipalité métropolitaine de Vilnius. 
Il est nommé Premier ministre de Lituanie en novembre 2024, à l'issue des élections législatives. Il annonce sa démission le 31 juillet 2025 en raison de soupçons de corruption.

## Biographie

### Jeunesse, études et carrière professionnelle
Après avoir terminé sa scolarité au lycée Juozas Balčikonis à Panevėžys en 1997, Gintautas Paluckas étudie l'anglais au Charles Dickens College de Londres de 2000 à 2001. En 2003, il obtient sa licence en informatique à l'université de Vilnius (UV) et en 2004, il obtient un diplôme en économie à la Business School de l'université de Vilnius. À partir de 2004, il étudie le droit à l'UV. 
De 2003 à 2005, Gintautas Paluckas travaille comme spécialiste principal à la SoDra, l'agence nationale de sécurité sociale. À partir de 2005, il est assistant de Justas Vincas Paleckis, député européen. 
Paluckas dirige ensuite pendant plusieurs années l'administration de la municipalité de Vilnius. En 2010, à ce poste, alors qu'il est en pleine ascension au sein du Parti social-démocrate lituanien, il est mis en cause dans l'« affaire des rats ». Au cours d'un appel d'offres pour des travaux de dératisation, il a favorisé indûment la candidature la plus chère. Il est condamné à deux ans de prison, peine finalement commuée en une amende qu'il ne paie pas en totalité.
Gintautas Paluckas devient également entrepreneur ; il cofonde en 2024 Garnis, une entreprise spécialisée dans la production de batteries électriques.

### Carrière politique
De 2017 à 2021, il est chef du Parti social-démocrate lituanien et de 2015 à 2019, il est vice-maire de la municipalité métropolitaine de Vilnius. En 2018, en tant que vice-maire, il se positionne en faveur de l'achat du Palais des syndicats de la ville, d'une valeur de 6 millions d'euros. Le bâtiment appartient cependant à un ami homme d'affaires envers qui Gintautas Paluckas avait encore une dette importante à rembourser.
Le 21 novembre 2024, il est élu Premier ministre par le Parlement et nommé à ce poste dans la foulée par le président de la République. Il dispose d'un délai de quinze jours pour former un gouvernement et prévoit notamment de faire augmenter les dépenses militaires du pays. 
Par la suite, Gintautas Paluckas est impliqué dans plusieurs affaires de corruption, qui sont révélées successivement à partir de mai 2025 par des médias d'investigation lituaniens. Les journalistes révèlent que sa société Garnis aurait reçu des prêts avantageux de la banque de développement Ilte, alors qu'il était déjà en fonction comme Premier ministre et que les décisions du gouvernement affectaient « la portée [des] programmes de prêts » de la banque. Il est soupçonné de conflit d'intérêts et le Service d'investigation des crimes financiers (en) de Lituanie se saisit de l'affaire. Fin juillet 2025, cette agence réalise une perquisition dans une entreprise appartenant à sa belle-sœur, qui aurait utilisé des fonds européens pour acheter des batteries à la société Garnis. 
Il remet sa démission le 31 juillet 2025 après l'ouverture d'une enquête pour corruption. Tout en affirmant sa bonne foi, il déclare que « les scandales entravent le travail du gouvernement » et qu'il ne veut pas « rendre notre coalition otage de ces affaires ». Selon Libération, la survie de la coalition au pouvoir devrait dépendre de la réaction de Remigijus Žemaitaitis, leader d'Aube du Niémen.
La démission du gouvernement est effective le 4 août, lorsque le ministre des Finances Rimantas Šadžius est nommé Premier ministre par intérim. Celui-ci assurait déjà l'intérim depuis que le Premier ministre sortant était en vacances. Le président de la République a ensuite quinze jours pour nommer un Premier ministre, qui a quinze jours supplémentaires pour former un gouvernement.